# Aylostera narvaecense
Aylostera narvaecense es una especie de planta suculenta perteneciente al género Aylostera, dentro de la familia Cactaceae. Es endémica de Bolivia y anteriormente se le conocía como Rebutia narvaecense.

## Descripción
Aylostera narvaecense es una especie de cactus pequeño que crece formando pequeños grupos. Tiene tallos o cuerpos de color gris verdoso, que van de esféricos a cilíndricos. Pueden alcanzar alturas de 3 a 3,5 centímetros y de 2,5 a 3,5 centímetros de diámetro. 
La parte superior del ápice del tallo está algo hundida y presenta aproximadamente 18 costillas divididas en tubérculos. Las areolas son circulares, de color blanco y sobresalen ligeramente. Tienen de 10 a 20 espinas blanquecinas (rara vez más), y no se pueden distinguir las espinas centrales de las periféricas. Son delgadas, parecidas a agujas y miden de 2 a 3 milímetros de largo.

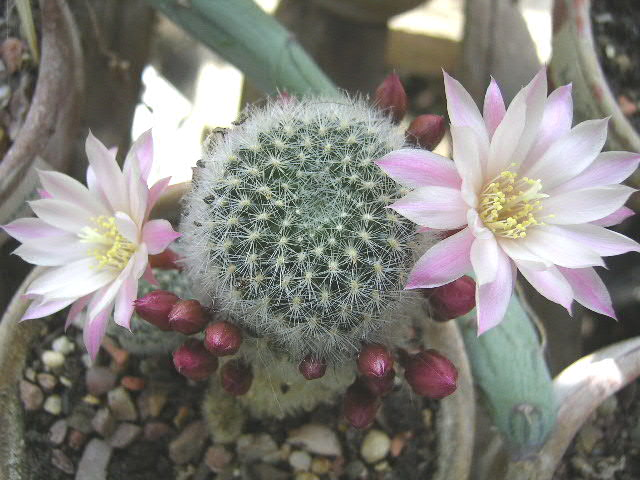
Planta en floración

Las flores son de color rosa brillante y aparecen a los lados del tallo. Suelen ser numerosas y alcanzan de 4 a 4,2 centímetros de largo y el mismo diámetro.

## Distribución y hábitat
El área de distribución nativa de esta especie es Bolivia (Tarija) y crece principalmente en biomas desérticos o de matorrales secos.

## Taxonomía
Aylostera narvaecense fue descrita por el botánico boliviano Martín Cárdenas Hermosa y publicada por primera vez en la revista científica Cactus and Succulent Journal (Los Ángeles) 43: 245 en 1971.

Etimología
- Aylostera: nombre genérico formado a partir de las palabras griegas aulos, transliterado irregularmente como aylos, (que significa 'tubo') y stereos (que significa 'sólido'), en alusión al tubo floral sólido que poseen.[3]
- narvaecense: epíteto geográfico que hace alusión a la región de Narváez (Bolivia), lugar donde se descubrió la especie.[4]

## Usos
Se cultiva principalmente como planta ornamental y su propagación se realiza normalmente a través de hijuelos o semillas.